# Topolevi
Topolevi (en rus: Тополевый) és un poble (un possiólok) de l'óblast de Saràtov, a Rússia, segons el cens del 2010 tenia 299 habitants. Pertany al districte municipal de Volsk.